# Antonio Sorice
Antonio Sorice, italijanski general, * 3. november 1897, Neapelj, † 14. januar 1971, Rim.